# 北國魔女
北國魔女（英語：Good Witch of the North）是法蘭克·鮑姆作品《綠野仙蹤》及其他奧茲國系列小說的虛構人物，居住在奧茲國北方的善良女巫。

## 角色
北國魔女是奧茲國四名女巫之一，統治著北方。她的力量沒有邪惡的東國魔女強大，所以無法將芒奇金國從東國魔女的奴役下解救出來。直到桃樂絲·蓋爾的房子意外壓死了東國魔女，北國魔女來到歡迎桃樂絲，並指引桃樂絲前去翡翠城找魔法師奧茲求助。北國魔女還給了桃樂絲一個吻的祝福，這個吻後來幫助桃樂絲免於被西國魔女和飛猴傷害。

## 改編版本
在1939年電影《綠野仙蹤》中，原著裡的北國魔女和南國魔女葛琳達被合併為一個角色，由比萊·布克飾演。
在1982年日本動畫《綠野仙蹤》，北國魔女由伊莉莎白·漢娜配音。
在電視劇《童話小鎮》，由凯伦·霍尔尼斯飾演。該角於第三季登場。